# Злочев
Злочев (пол. Złoczew) — город в Польше, входит в Лодзинское воеводство, Серадзкий повят. Имеет статус городско-сельской гмины. Занимает площадь 13,8 км². Население — 3448 человек (на 2004 год).